# Lucie Tison
Lucie Tison (2 oktober 1990) is een Belgisch voormalig volleybalster.

## Levensloop
Tison was actief bij Blaasveld VC. In 2012 maakte ze de overstap naar VC Oudegem. Met deze club won ze dat seizoen de Beker van België. Vervolgens keerde ze terug naar Blaasveld.